# Filippo da Verona
Filippo da Verona (Verona, ... – ...; fl. XVI secolo) è stato un pittore italiano.

## Biografia

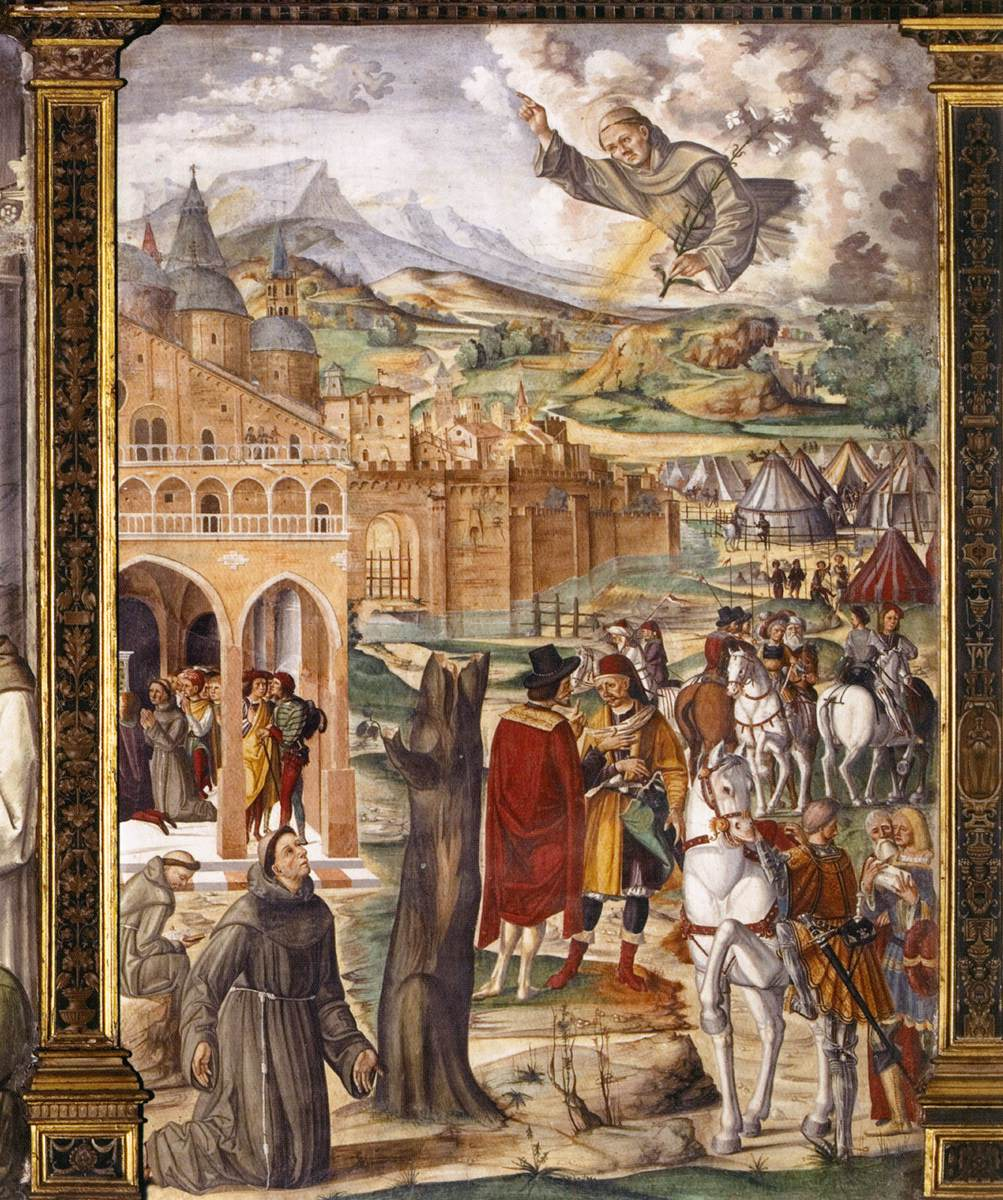
Sant'Antonio appare al beato Luca Belludi predicendogli l'immediata liberazione di Padova dal dominio di Ezzelino, affresco, 1510, nella Scuola del Santo

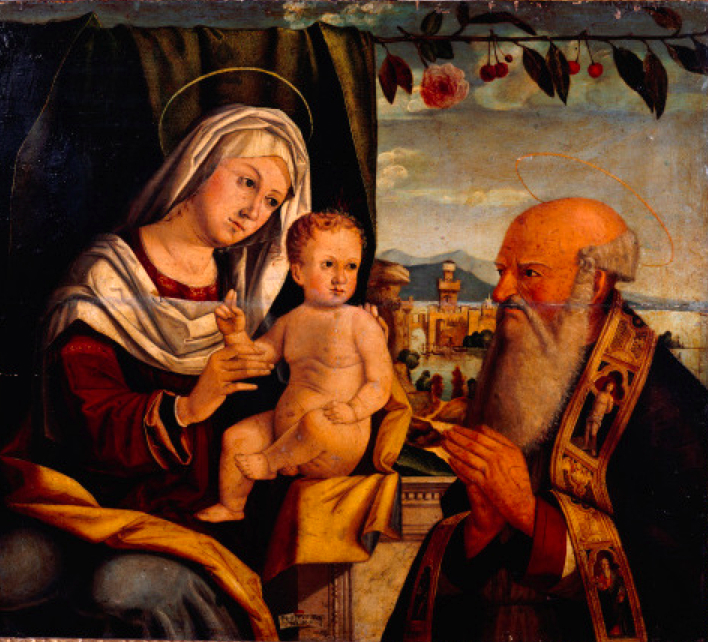
Madonna con Bambino e santo vescovo, Accademia Carrara, Bergamo

La prima opera documentata e firmata è l'Apparizione di Sant'Antonio al beato Luca Belludi, affresco del 1510 per la scuola del Santo a Padova, anche se con tutta probabilità già in precedenza lavorava nella vicina basilica di Sant'Antonio di Padova, dove gli sono stati attribuiti con una certa sicurezza due affreschi, il primo, una Madonna con Bambino con san Felice papa, santa Caterina e il donatore, risalente al 1508 e che si trova nella navata destra, mentre il secondo, che dovrebbe essere contemporaneo e che rappresenta il Matrimonio mistico di santa Caterina, si trovava in precedenza nel portico del chiostro del noviziato ed è conservato nel Museo Antoniano.
A questa fase appartengono anche il San Girolamo che era conservato nella galleria Böhler di Monaco di Baviera e le due versioni della Madonna con Bambino ed un santo vescovo, la prima conservata alla Galleria Sabauda di Torino e la seconda alla Accademia Carrara di Bergamo.
Già da questi primi esempi Filippo mostra di aver seguito i dettami delle nuove tendenze pittoriche, sulle orme di Cima da Conegliano e di Vittore Carpaccio, conosciute probabilmente tramite seguaci presenti in quegli anni a Padova.
Al 1514 risale la pala con la Madonna col Bambino tra i santi Nicola e Pietro, ospitato al Museo Civico di Fabriano.
Nel 1515 è documentata la sua presenza a Savona per la realizzazione di trentadue ritratti di vescovi e cardinali per il capitolo della cattedrale cittadina; nessuno dei ritratti è giunto fino a noi.